# Sveriges P92-landslag i fotboll
Sveriges P92-landslag i fotboll var ett ungdomslandslag i fotboll för pojkar födda 1992. Laget var verksamt under perioden 2007–2011, då de var P15–P19-landslaget.
Efter detta har några av spelarna uppgått i spel i Sveriges U21-landslag och Sveriges herrlandslag.

## Spelare
Spelarna listas det år som de gjorde debut i landslaget. Antalet landskamper och mål är den summa som de hade uppnått när landslaget avvecklades efter säsongen 2011.

### Spelare 2007
- Abubakar Eriksson. Klubbar under landslagskarriären: BK Astrio. Antal U17-landskamper/Mål: 2/0.
- Alex Nilsson. Klubbar under landslagskarriären: Malmö FF. Antal U17-landskamper/Mål: 10/4. Antal U19-landskamper/Mål: 2/1.
- Christoffer Nerkman. Klubbar under landslagskarriären: GIF Sundsvall. Antal U17-landskamper/Mål: 2/0.
- Daniel Ålund. Klubbar under landslagskarriären: IF Brommapojkarna. Antal U17-landskamper/Mål: 10/2.
- David Johansson. Klubbar under landslagskarriären: Näsets SK, IFK Göteborg och BK Häcken. Antal U17-landskamper/Mål: 9/0. Antal U19-landskamper/Mål: 1/0.
- Elliot Lindberg. Klubbar under landslagskarriären: IF Brommapojkarna. Antal U17-landskamper/Mål: 13/0. Antal U19-landskamper/Mål: 9/0.
- Felix Sehlström. Klubbar under landslagskarriären: Örgryte IS. Antal U17-landskamper/Mål: 3/0. Antal U19-landskamper/Mål: 2/0.
- Gabriel Chamoun. Klubbar under landslagskarriären: IFK Norrköping. Antal U17-landskamper/Mål: 4/0.
- Hampus Bohman. Klubbar under landslagskarriären: Aneby SK och Kalmar FF. Antal U17-landskamper/Mål: 22/2. Antal U19-landskamper/Mål: 10/1.
- Jesper Malmström. Klubbar under landslagskarriären: Åtvidabergs FF. Antal U17-landskamper/Mål: 1/0.
- Joakim Busi. Klubbar under landslagskarriären: IFK Göteborg. Antal U17-landskamper/Mål: 4/0.
- John Guidetti. Klubbar under landslagskarriären: IF Brommapojkarna och Manchester City. Antal U17-landskamper/Mål: 11/8. Antal U19-landskamper/Mål: 5/5.
- Karl-Anton Pettersson. Klubbar under landslagskarriären: IF Elfsborg. Antal U17-landskamper/Mål: 1/0.
- Marco Rönning. Klubbar under landslagskarriären: IK Arvika. Antal U17-landskamper/Mål: 1/0.
- Marko Mitrovic. Klubbar under landslagskarriären: Malmö FF och Chelsea. Antal U17-landskamper/Mål: 11/10. Antal U19-landskamper/Mål: 0/0.
- Mattias Johansson. Klubbar under landslagskarriären: IF Hallby och Kalmar FF. Antal U17-landskamper/Mål: 19/0. Antal U19-landskamper/Mål: 6/0.
- Nezir Miroci. Klubbar under landslagskarriären: Landskrona BoIS. Antal U17-landskamper/Mål: 4/0.
- Nicklas Bärkroth. Klubbar under landslagskarriären: IFK Göteborg och IF Brommapojkarna. Antal U17-landskamper/Mål: 12/4. Antal U19-landskamper/Mål: 13/2.
- Niklas Maripuu. Klubbar under landslagskarriären: AIK och Väsby United. Antal U17-landskamper/Mål: 11/2. Antal U19-landskamper/Mål: 10/0.
- Omar Ahmed. Klubbar under landslagskarriären: Kristianstads FF. Antal U17-landskamper/Mål: 2/0.
- Oscar Lewicki. Klubbar under landslagskarriären: Malmö FF och Bayern München. Antal U17-landskamper/Mål: 20/2. Antal U19-landskamper/Mål: 6/0.
- Per Frick. Klubbar under landslagskarriären: FBK Karlstad. Antal U17-landskamper/Mål: 10/4.
- Philip Lenell. Klubbar under landslagskarriären: Enköpings SK. Antal U17-landskamper/Mål: 1/0.
- Rasmus Mellqvist. Klubbar under landslagskarriären: Skogstorps GoIF. Antal U17-landskamper/Mål: 2/0.
- Rasmus Sjöstedt. Klubbar under landslagskarriären: Kalmar FF. Antal U17-landskamper/Mål: 1/0. Antal U19-landskamper/Mål: 1/0.
- Rikard Hallin. Klubbar under landslagskarriären: Hössna IF och Jönköpings Södra. Antal U17-landskamper/Mål: 10/0. Antal U19-landskamper/Mål: 3/0.
- Viktor Engström. Klubbar under landslagskarriären: Nyköpings BIS. Antal U17-landskamper/Mål: 2/0.

### Spelare 2008
- Abdul Khalili. Klubbar under landslagskarriären: Högaborgs BK och Helsingborgs IF. Antal U17-landskamper/Mål: 11/1. Antal U19-landskamper/Mål: 10/1.
- Adam Modin. Klubbar under landslagskarriären: AIK. Antal U17-landskamper/Mål: 4/0.
- Adam Outinen. Klubbar under landslagskarriären: Djurgårdens IF. Antal U17-landskamper/Mål: 7/0. Antal U19-landskamper/Mål: 1/0.
- Anton Norberg. Klubbar under landslagskarriären: FBK Karlstad. Antal U17-landskamper/Mål: 7/0.
- Christoffer Matwiejew. Klubbar under landslagskarriären: Djurgårdens IF. Antal U17-landskamper/Mål: 3/0. Antal U19-landskamper/Mål: 4/0.
- Damir Puskar. Klubbar under landslagskarriären: Jönköpings Södra. Antal U17-landskamper/Mål: 3/0.
- Daniel Jarl. Klubbar under landslagskarriären: Enköpings SK. Antal U17-landskamper/Mål: 1/0.
- Jacob Stenblom. Klubbar under landslagskarriären: Landskrona BoIS. Antal U17-landskamper/Mål: 1/0.
- Joel Allansson. Klubbar under landslagskarriären: Nybro IF och IFK Göteborg. Antal U17-landskamper/Mål: 9/0. Antal U19-landskamper/Mål: 9/1.
- Joseph Baffo. Klubbar under landslagskarriären: IFK Värnamo och Helsingborgs IF. Antal U17-landskamper/Mål: 4/1. Antal U19-landskamper/Mål: 10/1.
- Philip Andersson. Klubbar under landslagskarriären: Landskrona BoIS. Antal U17-landskamper/Mål: 2/0. Antal U19-landskamper/Mål: 9/0.
- Samuel Adjei. Klubbar under landslagskarriären: Jönköpings Södra och Newcastle United. Antal U17-landskamper/Mål: 4/0. Antal U19-landskamper/Mål: 1/0.
- Sandeep Mankoo. Klubbar under landslagskarriären: GAIS. Antal U17-landskamper/Mål: 11/1. Antal U19-landskamper/Mål: 6/0.
- Trimi Makolli. Klubbar under landslagskarriären: Djurgårdens IF. Antal U17-landskamper/Mål: 11/2.
- Viktor Claesson. Klubbar under landslagskarriären: IFK Värnamo. Antal U17-landskamper/Mål: 2/0. Antal U19-landskamper/Mål: 9/3.
- William Atashkadeh. Klubbar under landslagskarriären: IFK Göteborg. Antal U17-landskamper/Mål: 9/1.

### Spelare 2009
- Ali Ahmadi. Klubbar under landslagskarriären: Malmö City FC. Antal U17-landskamper/Mål: 2/0.
- Anton Henningsson. Klubbar under landslagskarriären: Östers IF. Antal U17-landskamper/Mål: 3/1. Antal U19-landskamper/Mål: 7/1.
- August Strömberg. Klubbar under landslagskarriären: Qviding FIF och IFK Göteborg. Antal U17-landskamper/Mål: 2/0. Antal U19-landskamper/Mål: 7/0.
- Egzon Llapashtica. Klubbar under landslagskarriären: IF Elfsborg. Antal U17-landskamper/Mål: 3/0.
- Emil Åberg. Klubbar under landslagskarriären: Helsingborgs IF. Antal U17-landskamper/Mål: 3/1.
- Gustav Sandberg Magnusson. Klubbar under landslagskarriären: IF Brommapojkarna. Antal U19-landskamper/Mål: 2/0.
- Isaac Kiese Thelin. Klubbar under landslagskarriären: Karlslunds IF. Antal U17-landskamper/Mål: 3/1.
- Johannes Vall. Klubbar under landslagskarriären: Falkenbergs FF. Antal U17-landskamper/Mål: 3/0.
- Linus Norman. Klubbar under landslagskarriären: FC Trollhättan. Antal U17-landskamper/Mål: 2/1.
- Lukas Jonsson. Klubbar under landslagskarriären: IFK Norrköping. Antal U17-landskamper/Mål: 1/0.
- Oscar Hiljemark. Klubbar under landslagskarriären: IF Elfsborg. Antal U17-landskamper/Mål: 3/1. Antal U19-landskamper/Mål: 10/2.
- Pontus Åsbrink. Klubbar under landslagskarriären: IF Brommapojkarna och Gröndals IK. Antal U17-landskamper/Mål: 7/1. Antal U19-landskamper/Mål: 5/0.
- Serge-Junior Martinsson Ngouali. Klubbar under landslagskarriären: IF Brommapojkarna. Antal U19-landskamper/Mål: 12/1.
- Simon Leonidsson. Klubbar under landslagskarriären: Örebro SK. Antal U17-landskamper/Mål: 5/0.
- Simon Thern. Klubbar under landslagskarriären: IFK Värnamo och Helsingborgs IF. Antal U17-landskamper/Mål: 2/0. Antal U19-landskamper/Mål: 3/0.

### Spelare 2010
- Christoffer Katenda. Klubbar under landslagskarriären: Östers IF. Antal U19-landskamper/Mål: 1/0.
- Dardan Rexhepi. Klubbar under landslagskarriären: Malmö FF. Antal U19-landskamper/Mål: 4/2.
- Marcus Hägg. Klubbar under landslagskarriären: Gefle IF. Antal U19-landskamper/Mål: 1/0.
- Niclas Andersén. Klubbar under landslagskarriären: IFK Göteborg. Antal U19-landskamper/Mål: 12/0.
- Philip Berglund. Klubbar under landslagskarriären: IK Sirius. Antal U19-landskamper/Mål: 2/0.
- Robin Book. Klubbar under landslagskarriären: Helsingborgs IF. Antal U19-landskamper/Mål: 2/0.

### Spelare 2011
- Ahmed Awad. Klubbar under landslagskarriären: Dalkurd FF. Antal U19-landskamper/Mål: 2/0.
- Alexander Lundin. Klubbar under landslagskarriären: Mjällby AIF. Antal U19-landskamper/Mål: 1/0.
- Alexander Michel. Klubbar under landslagskarriären: Syrianska FC. Antal U19-landskamper/Mål: 1/0.
- Alexander Milosevic. Klubbar under landslagskarriären: Vasalunds IF. Antal U19-landskamper/Mål: 1/0.
- Carl Björk. Klubbar under landslagskarriären: Djurgårdens IF. Antal U19-landskamper/Mål: 2/0.
- Christoffer Nyman. Klubbar under landslagskarriären: IFK Norrköping. Antal U19-landskamper/Mål: 3/1.
- Daniel Svensson. Klubbar under landslagskarriären: Västerås SK. Antal U19-landskamper/Mål: 1/0.
- Efe Yildrim. Klubbar under landslagskarriären: IFK Göteborg. Antal U19-landskamper/Mål: 2/0.
- Joakim Alriksson. Klubbar under landslagskarriären: Djurgårdens IF. Antal U19-landskamper/Mål: 3/1.
- Richard Yarsuvat. Klubbar under landslagskarriären: IF Elfsborg. Antal U19-landskamper/Mål: 1/0.
- Robin Strömberg. Klubbar under landslagskarriären: Mjällby AIF. Antal U19-landskamper/Mål: 1/0.
- Tobias Malm. Klubbar under landslagskarriären: Malmö FF. Antal U19-landskamper/Mål: 1/0.

## Seniornivå
Spelarna här nedan har tagit klivet upp till A-landslaget eller U21-landslaget. Antingen i Sverige eller genom att de har valt att representera ett annat landslag på denna nivå.

### A-landslag
Antal landskamper och mål gäller den 25 januari 2015.
- Oscar Hiljemark. Antal landskamper/mål: 6/1. Landslagdebut: Sverige 2–0 Bahrain, 18 januari 2012.[6]
- Viktor Claesson. Antal landskamper/mål: 4/1. Landslagdebut: Sverige 2–0 Bahrain, 18 januari 2012.[6]
- Simon Thern. Antal landskamper/mål: 2/1. Landslagdebut: Qatar 0–5 Sverige, 23 januari 2012.[7]
- John Guidetti. Antal landskamper/mål: 2/0. Landslagdebut: Kroatien 1–3 Sverige, 29 februari 2012.[8]
- Alexander Milosevic. Antal landskamper/mål: 2/0. Landslagdebut: Sverige 3–0 Finland, 26 januari 2013.[9]
- Christoffer Nyman. Antal landskamper/mål: 2/0. Landslagdebut: Sverige 3–0 Finland, 26 januari 2013.[9]
- Oscar Lewicki. Antal landskamper/mål: 4/0. Landslagdebut: Moldavien 1–2 Sverige, 17 januari 2014.[10]
- Mattias Johansson. Antal landskamper/mål: 3/0. Landslagdebut: Sverige 0–2 Belgien, 1 juni 2014.[11]
- Isaac Kiese Thelin. Antal landskamper/mål: 4/0. Landslagdebut: Montenegro 1–1 Sverige, 15 november 2014.[12]
- Nicklas Bärkroth. Antal landskamper/mål: 2/0. Landslagdebut: Sverige 2–0 Elfenbenskusten, 15 januari 2015.[13]

### U21-landslag
Antal landskamper och mål gäller den 25 januari 2015.
- John Guidetti. Antal landskamper/mål: 16/8. Landslagdebut: Israel 0–1 Sverige, 4 juni 2010.[14]
- Mattias Johansson. Antal landskamper/mål: 16/0. Landslagdebut: Portugal 3–1 Sverige, 9 februari 2011.[15]
- Oscar Hiljemark. Antal landskamper/mål: 29/3. Landslagdebut: Portugal 3–1 Sverige, 9 februari 2011.[15]
- Oscar Lewicki. Antal landskamper/mål: 20/2. Landslagdebut: Portugal 3–1 Sverige, 9 februari 2011.[15]
- Dardan Rexhepi. Antal landskamper/mål: 5/2. Landslagdebut: Italien 3–1 Sverige, 24 mars 2011.[16]
- Serge-Junior Martinsson Ngouali. Antal landskamper/mål: 1/0. Landslagdebut: Italien 3–1 Sverige, 24 mars 2011.[16]
- Viktor Claesson. Antal landskamper/mål: 18/1. Landslagdebut: Norge 1–4 Sverige, 2 juni 2011.[17]
- Alexander Milosevic. Antal landskamper/mål: 20/3. Landslagdebut: Sverige 2–1 Serbien, 6 juni 2011.[18]
- Simon Thern. Antal landskamper/mål: 9/1. Landslagdebut: Sverige 3–0 Nederländerna, 10 augusti 2011.[19]
- Joseph Baffo. Antal landskamper/mål: 10/0. Landslagdebut: Sverige 1–1 Slovenien, 6 oktober 2011.[20]
- Joel Allansson. Antal landskamper/mål: 5/0. Landslagdebut: Ryssland 4–1 Sverige, 29 februari 2012.[21]
- Nicklas Bärkroth. Antal landskamper/mål: 9/1. Landslagdebut: Tjeckien 1–1 Sverige, 14 november 2012.[22]
- Philip Andersson. Antal landskamper/mål: 3/0. Landslagdebut: Tjeckien 1–1 Sverige, 14 november 2012.[22]
- August Strömberg. Antal landskamper/mål: 6/0. Landslagdebut: England 4–0 Sverige, 5 februari 2013.[23]
- Christoffer Nyman. Antal landskamper/mål: 4/1. Landslagdebut: England 4–0 Sverige, 5 februari 2013.[23]
- Tobias Malm. Antal landskamper/mål: 1/0. Landslagdebut: England 4–0 Sverige, 5 februari 2013.[23]
- Alexander Michel. Antal landskamper/mål: 4/0. Landslagdebut: Portugal 0–1 Sverige, 21 mars 2013.[24]
- Isaac Kiese Thelin. Antal landskamper/mål: 6/6. Landslagdebut: Island 0–2 Sverige, 5 juni 2014.[25]
- Abdul Khalili. Antal landskamper/mål: 5/0. Landslagdebut: Sverige 1–0 Slovakien, 9 juni 2014.[26]
- Per Frick. Antal landskamper/mål: 1/0. Landslagdebut: Sverige 1–0 Slovakien, 9 juni 2014.[26]

### Övriga landslag
- Dardan Rexhepi. 3 A-landskamper för Kosovo.[27]

### Nya Landslagsmän
Spelare som inte fanns med under P15–P19 tiden men som gjort landskamper för Sveriges U21-landslag eller Sveriges herrlandslag.
- Andreas Blomqvist. Antal A-landskamper/Mål: 2/0. A-Landslagsdebut: Moldavien 1–2 Sverige, 17 januari 2014. Antal U21-landskamper/mål: 8/0. U21-Landslagdebut: Tjeckien 1–1 Sverige, 14 november 2012.[22]
- Patrik Carlgren. Antal U21-landskamper/mål: 11/0. Landslagdebut: Kroatien 3–0 Sverige, 24 mars 2013.[28]
- Sebastian Holmén. Antal A-landskamper/Mål: 2/0. A-landslagsdebut: Sverige 2–0 Elfenbenskusten, 15 januari 2015. Antal U21-landskamper/mål: 9/0. U21-Landslagdebut: Sverige 3–2 Schweiz, 6 juni 2013.[29]